# Arkadiusz Radomski
Arkadiusz Radomski, poljski nogometaš, * 27. junij 1977, Gniezno, Poljska.
Radomski je vezni igralec, nazadnje je igral za Cracovio in bil član poljske nogometne reprezentance.